# Josef Wöginger
Josef Wöginger (* 15. April 1952 in Emmersdorf an der Donau, Niederösterreich) ist ein ehemaliger österreichischer Politiker (ÖVP).

## Leben
Nach Besuch der Pflichtschulen und eines Polytechnikums besuchte Wöginger von 1967 bis 1970 eine landwirtschaftliche Berufsschule in Langenlois. Danach wechselte er an die Höhere Bundeslehranstalt für Alpenländische Landwirtschaft nach Irdning in die Steiermark, an der er 1974 die Matura erwarb. Sein beruflicher Werdegang begann 1983 als Angestellter der Landeshypothekenbank Niederösterreich. Wöginger war überwiegend in der Privatwirtschaft tätig, war von 1986 bis 1988 Projektleiter bei den Ebenseer Betonwerken und danach bis 1990 Assistent der Geschäftsführung bei der Firma Plass & Co. 1992 gründete er die Wöginger Handelsagentur sowie die ecuFinder Austria GmbH mit Sitz in Amstetten.
Von 1977 bis 1978 war Wöginger Bezirksobmann der Jungen Volkspartei im Bezirk Melk. Danach übte er bis 1986 die Funktion des Landesvorsitzenden der JVP für ganz Niederösterreich aus. Von Dezember 1983 bis November 1988 saß er für die ÖVP im Bundesrat. Am 31. Dezember 1983, seinem ersten Arbeitstag, übte er für wenige Stunden das Amt des Bundesratspräsidenten aus. Mit 31 Jahren zählt Wöginger zu den jüngsten Bundesratsvorsitzenden.
Von 1985 bis 1995 war Wöginger Mitglied des Gemeinderats von Krummnußbaum.